# Lord Brummel
Lord Brummel (Beau Brummel) è un film muto del 1924 diretto da Harry Beaumont, incentrato sulla figura di George Bryan, Lord Brummell.
Il film, interpretato da John Barrymore, ebbe un remake nel 1954, diretto per la MGM da Curtis Bernhardt, con Stewart Granger nella parte di Brummell.
Era già stato portato sullo schermo nel 1913 con James Young (anche regista) e Clara Kimball Young.

## Trama
Ufficiale dell'esercito britannico, George Bryan Brummell decide di restare scapolo dopo che la sua amata, Lady Margery, è stata costretta a sposarsi con un altro. Brummell vive con gran dispendio di mezzi: elegantissimo e aristocratico dandy, arbitro della moda e della società inglese, è intimo amico del principe di Galles (il futuro re d'Inghilterra). Invidiato da tutti, dopo anni di feste e divertimenti, il suo carattere insolente e indiscreto lo porterà a litigare con il principe, cosa che ne decreterà la caduta in disgrazia.
Per orgoglio, lascerà Londra, recandosi all'estero. Non rientrerà più in patria e morirà povero in Francia, coperto di debiti. L'unico a restargli vicino fino alla fine sarà il suo valletto Mortimer.

## Produzione
Il film fu prodotto dalla Warner Brothers Pictures, Incorporated. Le riprese del film furono iniziate in settembre.

## Distribuzione
Il film uscì nelle sale statunitensi il 30 marzo 1924, distribuito dalla Warner Brothers Pictures, Incorporated. Copie del film si trovano alla EmGee Film Library (16 mm); e in una collezione privata in una copia in 16 mm.
Nel 2007, è uscita una versione in DVD di 81 minuti, distribuita dalla TeleVista DVD.

Una copia del film è stata digitalizzata e nel 2009 è uscito un DVD della Warner Home Video della durata di 128 minuti, con didascalie in inglese.

### Data di uscita
IMDB
- USA 30 marzo 1924
- Finlandia	9 novembre 1924
- Austria	1925
- Giappone	8 maggio 1925
- Portogallo	16 giugno 1926
- USA 2007 (DVD)
- USA 16 giugno 2009 (DVD)

Alias
- Árbitro da Elegância	Portogallo
- Beau Brummel - Glück und Ende des englischen Casanova	 Austria
- Den siste kavaljeren	Svezia
- El árbitro de la elegancia	Spagna
- El árbitro de la moda	 Spagna
- El hermoso Brummel	Venezuela
- O oraios Brummell 	Grecia

## Differenti versioni
- Beau Brummel, regia di James Young (1913)
- Beau Brummell, regia di Harry Beaumont (1924)
- Lord Brummell (Beau Brummell), regia di Curtis Bernhardt (1954)